# Karl Wirsum
Karl Wirsum (Chicago, 1939 - Ibidem, 6 de mayo de 2021) fue un artista estadounidense. Fue miembro del grupo artístico de Chicago The Hairy Who, y ayudó a sentar las bases de la escena artística de Chicago en la década de 1970. Aunque fue principalmente pintor, también trabajó con grabados, esculturas e incluso arte digital.

## Primeros años
Wirsum nació en Chicago en 1939. Comenzó a dibujar a la edad de cinco años, mientras se recuperaba en el hospital durante varias semanas de una fractura de cráneo. Sus padres murieron cuando él tenía nueve años, luego de que su vehículo chocara con un camión; Wirsum escapó ileso. Asistió a la Escuela del Instituto de Arte de Chicago (SAIC) con una beca a partir de 1957, obteniendo una licenciatura en Bellas Artes cuatro años después. Después de graduarse, viajó a México, donde se reunió con Ed Paschke y Bert Geer Phillips.

## Carrera profesional
Wirsum fue miembro de The Hairy Who (junto con James Falconer, Art Green, Gladys Nilsson, Jim Nutt y Suellen Rocca). Este grupo llegó a ser conocido por el título de la exposición del mismo nombre, que fue co-curada por Don Baum en el Hyde Park Art Center en 1966, y por la cual el grupo recibió atención nacional. Wirsum inicialmente no era parte del grupo hasta que Baum lo hizo parte de la exhibición. Finalmente le dio al grupo su nombre cuando preguntó: "¿Harry, quién?" en respuesta a que el nombre de Harry Bouras se mencionó en una discusión. Siguieron espectáculos posteriores en 1967 y 1968, de los cuales este último pasó del Hyde Park Art Center al San Francisco Art Institute. Durante el invierno de 1968-1969, hubo una muestra de dibujo de Hairy Who en la Escuela de Artes Visuales de Nueva York. La última exposición de Hairy Who tuvo lugar la primavera siguiente en la Galería de Arte Corcoran de Washington D. C.
A principios de la década de 1970, varios artistas de Hairy Who llegaron a ser conocidos como Chicago Imagists, un nombre por el que se le atribuye el mérito de haber desarrollado el crítico Franz Schulze. Este "grupo" se expandió para incluir a Ed Paschke, Roger Brown y Barbara Rossi, entre otros. Wirsum contó más tarde cómo sintió que "se estaban quedando demasiado cerca del punto inicial de inspiración", y agregó que prefería "las cosas que eran más inventivas".
A principios de la década de 1970, Wirsum enseñó en la Universidad Estatal de Sacramento, la única vez que residió fuera de Chicago. En sus últimos años, trabajó como profesor adjunto y profesor de pintura y dibujo en el SAIC (su alma mater). El SAIC le otorgó un doctorado honoris causa en 2016, junto con los demás miembros de The Hairy Who.

## Vida personal
Wirsum estuvo casado con Lorri Gunn Wirsum durante 53 años hasta su muerte. Juntos tuvieron dos hijos: Zack y Ruby. Sobrevivió a múltiples golpes que comprometieron la movilidad de su mano.
Wirsum falleció de un paro cardíaco el 6 de mayo de 2021 en el Advocate Illinois Masonic Medical Center en Lake View, Chicago a la edad de 81 años.

## Colecciones seleccionadas
- Instituto de Arte de Chicago, Chicago, Illinois.[9]
- Museo de Arte Chazen, Madison, Wisconsin.[10]
- Colección de Illinois para el Centro del Estado de Illinois, Chicago, Illinois.
- Museo de Arte Contemporáneo de Madison.[7]
- Museo de Arte Contemporáneo, Chicago, Illinois
- Museum des 20, Jahrhunderts, Viena.[11]
- Museo Nacional de Arte Americano, Institución Smithsonian, Washington D. C..[12]
- Universidad del Norte de Illinois, Dekalb, Illinois.
- Galería inteligente David y Alfred, Universidad de Chicago, Chicago, Illinois.
- Whitney Museum of American Art, Nueva York, Nueva York.[13]
- Union League Club de Chicago, Chicago, Illinois.[14][15]